# Panzia uvarovi
Panzia uvarovi är en insektsart som beskrevs av Miller, N.C.E. 1929. Panzia uvarovi ingår i släktet Panzia och familjen gräshoppor. Inga underarter finns listade i Catalogue of Life.